# Jules Persyn
Jules (of Julius) Persyn (Wachtebeke, 20 april 1878 - Broechem, 10 oktober 1933) was een Vlaamse schrijver en literatuurcriticus, die vooral bekendstaat voor zijn essays en schrijversbiografieën.

## Levensloop
Met het oog op het priesterschap, studeerde hij wijsbegeerte in Rome, maar stapte na twee jaar uit de opleiding en kwam terug naar België. Daar studeerde hij Germaanse filologie aan de Katholieke Universiteit Leuven, een studie die hij succesvol beëindigde in 1902. Als professoren had hij onder meer Désiré-Joseph Mercier, Lodewijk Scharpé en Paul Alberdingk Thijm. 

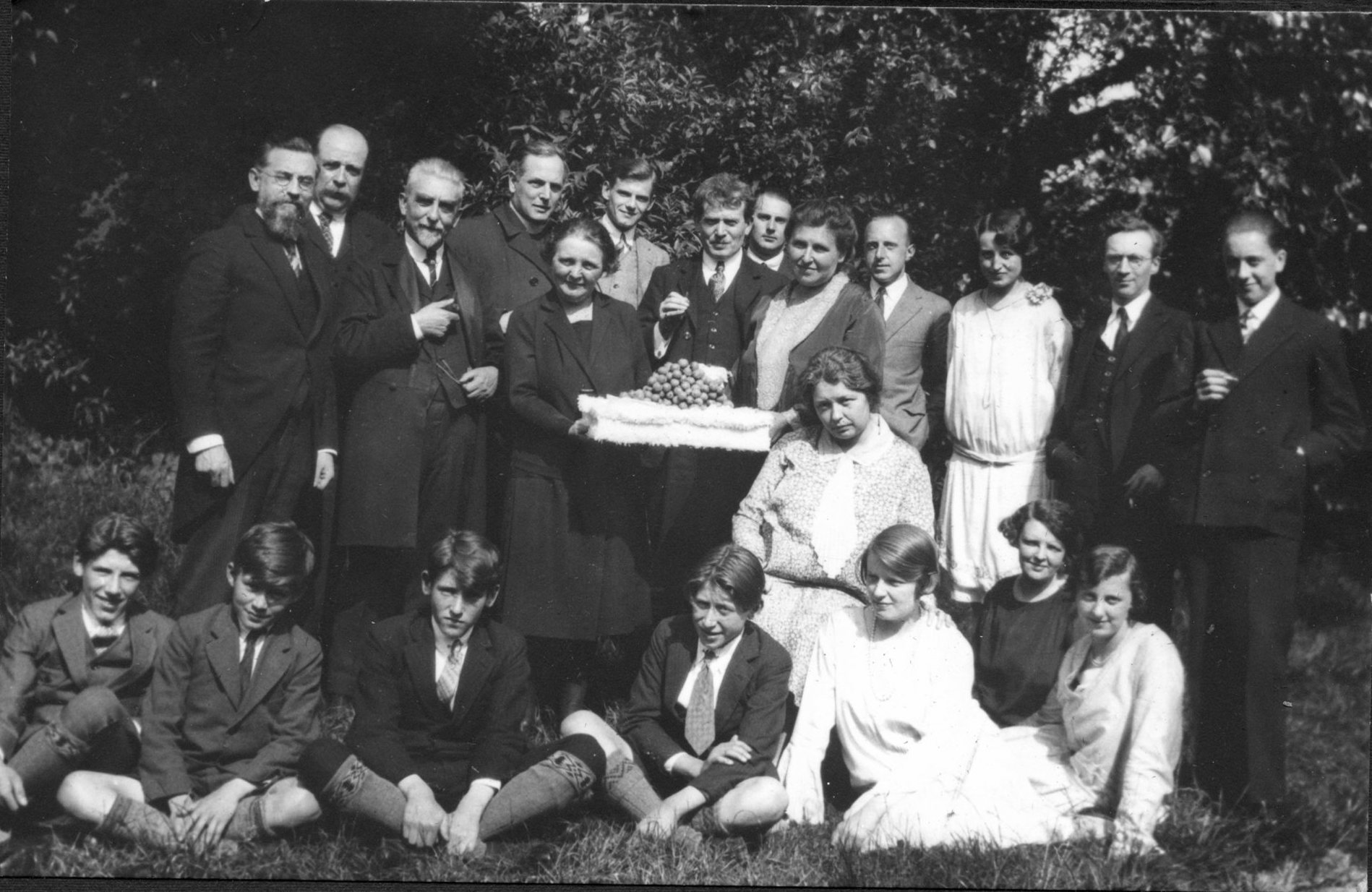
Bokkenfeest te Broechem (Mei 1928). Persyn is zevende van links. Zijn promotor L. Scharpé staat derde van links.

In 1905 werd hij docent aan de Katholieke Hogeschool voor Vrouwen, in 1909 aan het Hoger Handelsinstituut in Antwerpen. Hij werd ook hoogleraar aan de Gentse universiteit.
Van 1907 tot 1924 was hij hoofdredacteur van het literaire tijdschrift Dietsche Warande en Belfort.
Tijdens de Eerste Wereldoorlog woonde Persyn eerst in Engeland en daarna in Nederland, waar hij zijn studie verder zette over de Nederlandse priester-dichter en politicus Herman Schaepman. In 1916 werd hem een hoogleraarschap aangeboden aan de op til zijnde vervlaamste universiteit van Gent. Hij aanvaardde, maar toen hij de Duitse hand vaststelde en de benoeming van Duitse professoren, trok hij zich terug. Zijn aanvankelijke aanvaarding werd hem niettemin kwalijk genomen in vaderlandslievende kringen en hij werd in 1918 als hoogleraar ontslagen. Na een korte periode van moeilijkheden, werd hij weldra weer in eer hersteld.
In 1921 werd hij lid van de Koninklijke Academie voor Nederlandse Taal en Letteren en in 1925 werd hij opnieuw docent aan de handelshogescholen in Gent en Antwerpen. In 1927 volgde hij August Vermeylen op als hoogleraar aan de Rijksuniversiteit Gent voor de cursus moderne letteren, en werd er achtereenvolgens buitengewoon en gewoon hoogleraar.
Persyn was bevriend met onder meer Lodewijk Dosfel, Frans Van Cauwelaert, Jozef Muls, Desideer Stracke, Jozef Van Mierlo, Reimond Speleers,  Omer Karel De Laey en Emiel Vliebergh.

## Persyn en Guido Gezelle
Persyn was te jong om, zoals zijn naamgenoot Hendrik Persyn, vriendschap te hebben gesloten met de priester-dichter Guido Gezelle, maar als literaire criticus was hij wel goed bekend met Gezelles werk.
Persyn was aanwezig bij de inhuldiging van het standbeeld van Guido Gezelle in Brugge door koning Albert I op 4 mei 1930. Er waren vier sprekers aangekondigd: de voorzitter van het Davidsfonds Arthur Boon, de burgemeester van Brugge Victor Van Hoestenberghe, de vertegenwoordiger van de regering, minister Hendrik Baels, en de koning. Na afloop van de toespraak van de koning begaf Persyn zich naar de micro en nam het woord namens de Koninklijke Academie voor Nederlandse Taal en Letteren. Dit betekende een mogelijk ernstig incident, omdat na de koning protocollair niemand meer was verondersteld het woord te nemen, zeker niet buiten het vooraf afgesproken programma. Het bleef onderwerp van discussie of men bij de Academie de redevoering door Persyn geheim had gehouden om reacties te vermijden vanwege zijn enigszins besproken verleden, of dat de Academie zelfstandig deze onverwachte tussenkomst had georganiseerd uit frustratie omdat ze zelf niet was uitgenodigd om te spreken.

## Overlijden
Jules Persyn zou werkverslaafd geweest zijn, en regelmatig zware depressies doorgemaakt hebben. Hij kwam noodlottig om het leven in Broechem op 10 oktober 1933. Zijn lichaam werd gevonden in een waterput.